# Queso procesado

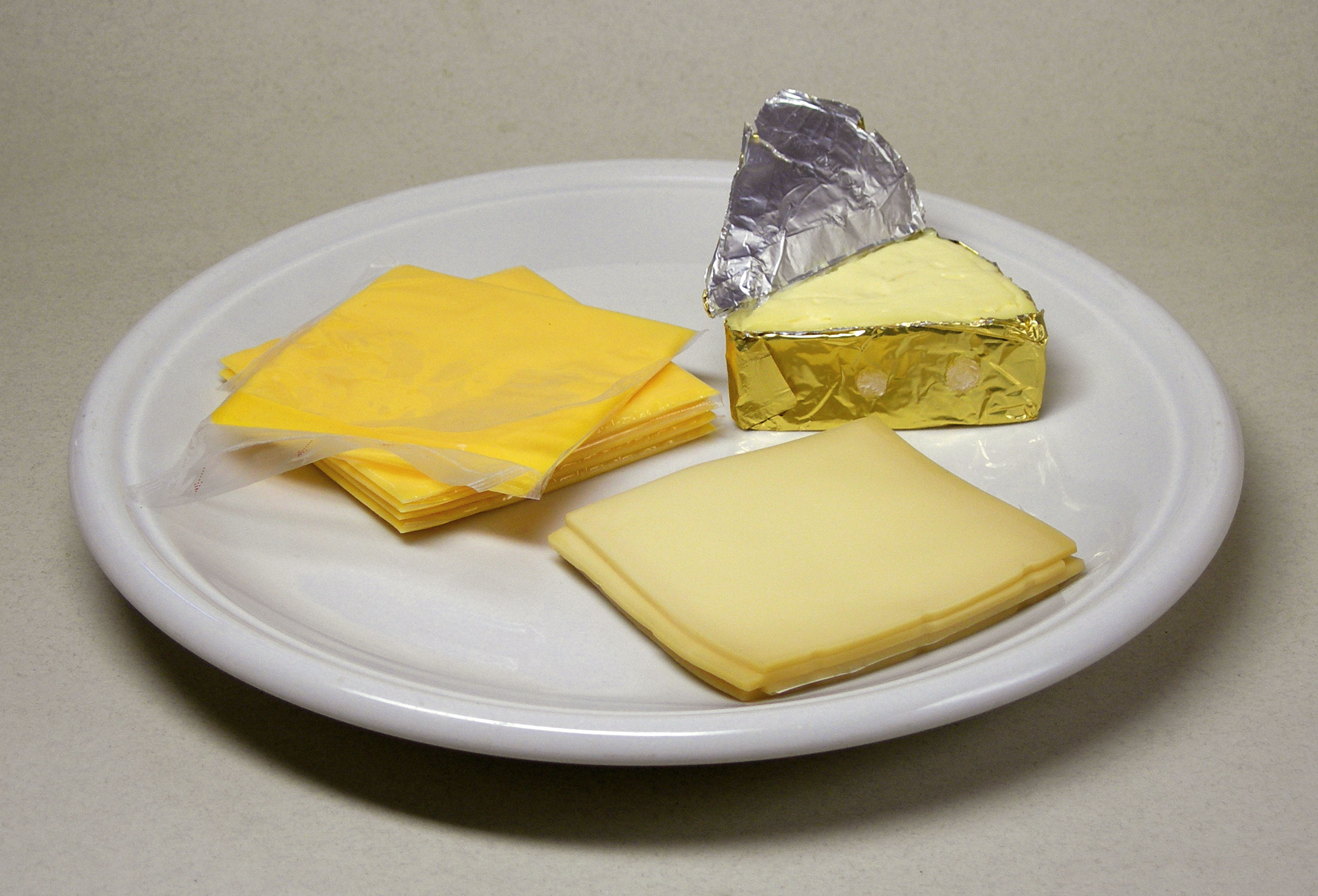
Queso procesado.

El queso procesado, queso manufacturado o queso fundido es un producto lácteo elaborado a partir de queso y, a veces, de algunos productos lácteos fermentados, a los que se añade un emulgente (sales fundentes), algo de sal y de colorante alimenticio. Este tipo de queso es muy habitual en algunos países como Estados Unidos (por esta razón se suele denominar queso americano) y puede verse con cierta facilidad en los supermercados de todo el mundo. 

## Historia
El queso procesado fue inventado en el año 1911 por Walter Gerber, habitante de la ciudad de Thun, en Suiza. Sin embargo, James L. Kraft fue el primero en registrarlo bajo una patente estadounidense, en el año 1916. Kraft Foods creó la primera versión comercial en lonchas o rodajas de queso procesado, que se introdujo en los mercados en el año 1950. Esta presentación se hizo muy popular en los Estados Unidos; debido a que se encuentra con frecuencia en muchos supermercados, se volvió un ingrediente popular de las hamburguesas con queso y los sándwiches de queso elaborados a la parrilla.
Es popular en algunos países fuera de Estados Unidos, como en España donde se llama tranchettes o sabanitas y en Venezuela donde se le llama facilistas o simplemente queso Kraft (por metonimia). Vienen en presentaciones: americano tradicional, munster, suizo y Velveeta. 

## Características

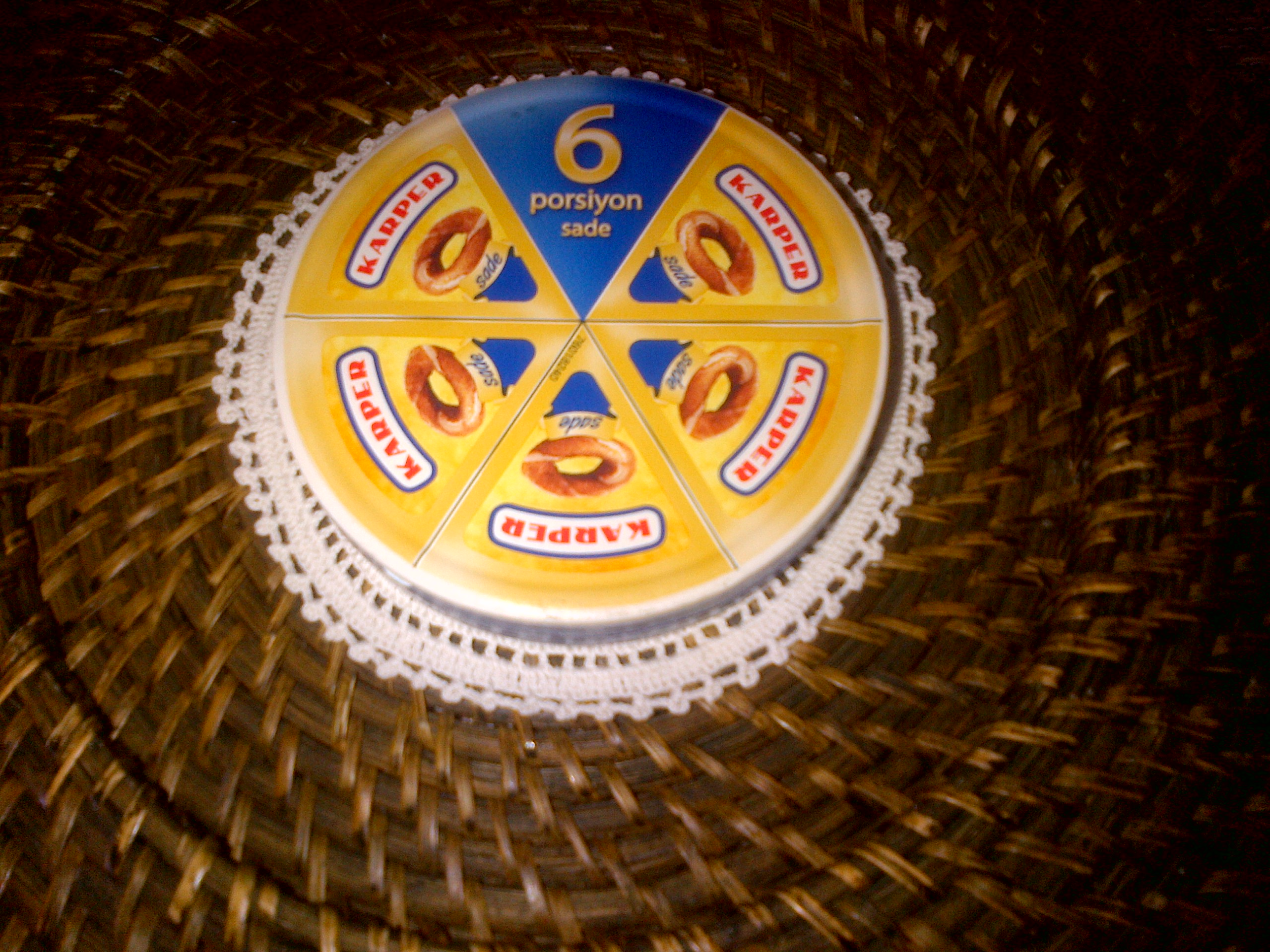
"Karper", un queso procesado empaquetado en triangulitos individuales, es el mejor aliado del simit en la comida callejera. (Observar las imágenes de simit en la tapa del paquete de queso.)

### Ventajas
El queso procesado posee ciertas ventajas técnicas frente a los quesos tradicionales: su vida extendida, la resistencia a la incorporación de moho, es posible además ofrecer al consumidor un producto homogéneo y atractivo fácil de fundir al cocinar. Cuando se calienta de forma prolongada el queso no procesado suele separarse en una proteína fundida y un líquido aceitoso; en el queso procesado sin embargo  no se produce este efecto debido a la presencia de emulsificantes, tartratos, o citratos, reducen la tendencia a formar pequeños coágulos de queso cuando se calienta y se funde. Debido a esta propiedad de matenerse homogéneo el queso procesado, es uno de los ingredientes de la hamburguesa con queso, debido a que no cambia de textura o sabor al ser calentado.

### Desventajas
El queso procesado es a menudo criticado por su reducida escala de sabores, muy lejana de la de los quesos naturales. Las texturas disponibles en el mercado para este tipo de quesos son también muy limitadas; por regla general los quesos procesados tienen un sabor medio, la textura es suave y cremosa, y la pasta es poco firme. 
La inclusión de elementos artificiales en los quesos procesados conlleva altos contenidos en sales.
La procedencia de los quesos y el tipo de leche con el que fueron elaborados suscita también críticas, puesto que si la leche que no ha sido debidamente procesada puede traer consigo una gran variedad de patologías.